# SpongeBobs Weihnachten
SpongeBobs Weihnachten (orig. It’s a SpongeBob Christmas) ist eine Spezialfolge der Serie SpongeBob Schwammkopf und entspricht der 23. Folge der 8. Staffel. Im Gegensatz zu den regulären Folgen, die als Zeichentrick produziert wurden, wird hier Claymation verwendet.

## Handlung
In Bikini Bottom freut sich jeder auf Weihnachten bis auf Plankton, der immer Kohle geschenkt bekommt, weil er unartig war. Deshalb will er alle unartig werden lassen außer sich selbst, weil er dann im Vergleich zu den anderen artig ist. Dafür hat er das neue Element Fiesonium entdeckt, das jeden böse werden lässt. Das neuentdeckte Element verstreut er auf einen Früchtekuchen, den er mit Hilfe eines Wagens, der wie Früchtekuchen aussieht, verteilt. Da Plankton das Fiesonium zuerst an SpongeBob ausprobiert, glaubt er, das Fiesonium zeige keine Wirkung. Also verschenkt Plankton den Wagen an SpongeBob, welcher Früchtekuchen an die ganze Stadt verteilt. Wie sich später herausstellt, ist SpongeBob gegen Fiesonium immun. Durch das Fiesonium wird jeder in Bikini Bottom außer SpongeBob böse, weil dessen Herz im Vergleich zu seinem Gehirn zu groß ist. Um auch SpongeBob in den Augen von Santa Claus als unartig darzustellen, baut Plankton einen SpongeBob-Doppelgänger, der nur gemeine Sachen tut. Durch einen Zufall findet SpongeBob heraus, dass man die Wirkung des Fiesoniums neutralisieren kann, indem man ein spezielles Weihnachtslied singt. Als Santa Claus nach Bikini Bottom kommt, denkt er zuerst, dass Plankton der einzige Artige und SpongeBob am unartigsten ist, doch dann kommt der „SpongeBot“, den Plankton gebaut hat, und bedroht den Weihnachtsmann. SpongeBob bekämpft den inzwischen riesig gewordenen SpongeBot mithilfe des Früchtekuchen-Wagens und rettet den Weihnachtsmann. Der Weihnachtsmann entschuldigt sich bei SpongeBob und findet heraus, dass Plankton den SpongeBot erschaffen hat. Er bestraft Plankton mit Kohle und fliegt mit seinem Schlitten weiter. Patrick hat sich jedoch an Bord geschlichen und fängt den Weihnachtsmann, weil er glaubt, dass er dadurch das ganze Jahr Weihnachten feiern kann.
Patchy, der Pirat, und Potty, der Papagei, suchen in der Zwischenzeit nach der Werkstatt des Weihnachtsmanns, wofür Patchy ein Postauto stiehlt. Das Auto wird jedoch von einer Gabel auf der Straße aufgehalten und Patchy und Potty haben weder ein Bett noch was zu essen. Die beiden bekommen Halluzinationen und Patchy glaubt, dass er die Werkstatt des Weihnachtsmanns gefunden hat. Er spaziert jedoch mitten in eine Eisbärhöhle und wird vom Tier gejagt. Potty und der Weihnachtsmann stufen Patchy als böse ein und wünschen dem Zuschauer frohe Weihnachten.

## Mitwirkende
| Figur                 | Originalsprecher   | Deutscher Sprecher     |
| --------------------- | ------------------ | ---------------------- |
| SpongeBob Schwammkopf | Tom Kenny          | Santiago Ziesmer       |
| Patrick Star          | Bill Fagerbakke    | Fritz Rott             |
| Thaddäus Tentakel     | Rodger Bumpass     | Eberhard Prüter        |
| Mr. Eugene H. Krabs   | Clancy Brown       | Jürgen Kluckert        |
| Sandy Cheeks          | Carolyn Lawrence   | Cathlen Gawlich        |
| Potty                 | Paul Tibbitt       | Hans-Jürgen Dittberner |
| Patchy                | Tom Kenny          | Michael Pan            |
| Plankton              | Mr. Lawrence       | Thomas Petruo          |
| Painty                | Stephen Hillenburg | Hans Teuscher          |
| Karen                 | Jill Talley        | Susanne Geier          |
| Gary                  | Tom Kenny          | Santiago Ziesmer       |
| Santa Claus           | John Goodman       | Frank Ciazynski        |

Die künstlerische Leitung lag bei Peter Bennett. Die Hintergründe entwarf Caroline Foley, die Figuren Elyse Kelly. Die Requisiten stammen von Jason Kolowski und Derek L'Estrange.

## Veröffentlichung
SpongeBobs Weihnachten ist am 23. November 2012 in den USA auf CBS erstmals ausgestrahlt worden. Eine weitere Ausstrahlung in den Vereinigten Staaten erfolgte am 6. Dezember 2012, 12 Jahre nach Ausstrahlung der ersten SpongeBob-Weihnachtsfolge Christmas Who?, auf Nickelodeon und wurde vom Sender als weltweite Premiere angekündigt, obwohl sie zuvor sowohl bei CBS als auch am 2. Dezember 2012 im Vereinigten Königreich und Irland auf Nickelodeon gesendet worden war. Am 8. Dezember 2012 erfolgte in Deutschland bei Nickelodeon die Premiere der deutschen Synchronfassung. Es folgten viele weitere Ausstrahlungen beim gleichen Sender sowie bei Nicktoons Deutschland und bei Nick Austria.
Die Ausstrahlung von It's a SpongeBob Christmas! am 8. Dezember 2012 hatte 4,8 Millionen Zuschauer und damit die besten Zuschauerzahlen um diese Tageszeit sowie einen Zuwachs im zweistelligen Prozentbereich gegenüber dem Vorjahr, wobei Marktanteil, Zuschauerzahl und Zuwachs bei Kindern von 2 bis 11 Jahren 7,8 % / 2,6 Millionen, +30 %; bei Kindern von 6 bis 11 Jahren 7,7 % / 1,5 Millionen, +45 %; bei Kindern von 9 bis 14 Jahren 5,7 % / 1,2 Millionen, +84 % und bei Erwachsenen von 18 bis 49 Jahren 1,2 % / 1,3 Millionen, +33 % betrugen. Nickelodeon war in den Vereinigten Staaten in dieser Woche das meistgesehene Fernsehprogramm bei Kindern von 2 bis 11 Jahren mit 2,8 % Marktanteil / 936.000 Zuschauern, die Gesamtzahl der Zuschauer belief sich auf 1,8 Millionen.
Die englischsprachige Folge wurde am 30. Oktober 2012 in Kanada und am 6. November 2013 in den Vereinigten Staaten auf DVD veröffentlicht. Eine Blu-ray-Veröffentlichung sollte gleichzeitig mit der DVD erscheinen, wurde aber aus unbekannten Gründen nicht herausgebracht.

## Rezeption
Das Weihnachtsspezial erhielt meist positive Kritiken. In der Besprechung der Los Angeles Times schrieb Robert Lloyd: „Ich fühlte, dass ich irgendwo gewesen war, als ich dies sah. Als die Sendung beendet war, wollte ich nicht weg.“ („I felt I'd been somewhere, watching this. When it ended, I was not ready to leave.“)
David Hinckley von den Daily News schrieb: „Es ist genug, dich dazu zu bringen, dass du von einem gelben Weihnachten träumst.“ („It’s enough to make you want to dream of a yellow Christmas.“)
Zack Handlen von The A.V. Club schrieb: „Immer noch ist es niedlich und albern und hat nichts gemeines an sich. Es ist keine schlechte Sendung, um Kuchen dazu zu essen.“ („Still, it’s cute, and goofy, and doesn’t have a mean bone in its body. It's not a bad show to eat pie in front of.“)
Andererseits gab Nancy Basile von About.com der Sendung 4 von 5 Sternen und schrieb: „Obwohl ich mit einigen Entscheidungen der Animatoren nicht einverstanden bin, ist dieses Weihnachtsspezial ein Vergnügen.“(„Though I disagree with a few of the animator's choices, this Christmas special is a treat.“) Basile kritisierte auch die Benutzung von Schaum, um die Figuren zu erstellen, und die Art, wie Santa Claus beschrieben wird: „Er sieht aus wie ein Schwein mit Leberflecken.“ („he looks like a pig with liver spots“).
Bei den 40. Annie Awards im Jahr 2013 wurde die Weihnachtsfolge für die Auszeichnung Beste Animierte Fernsehsendung für Kinder nominiert, wobei sie gegen DreamWorks Dragons (Folge: „How to Pick Your Dragon“) verlor.

## Album

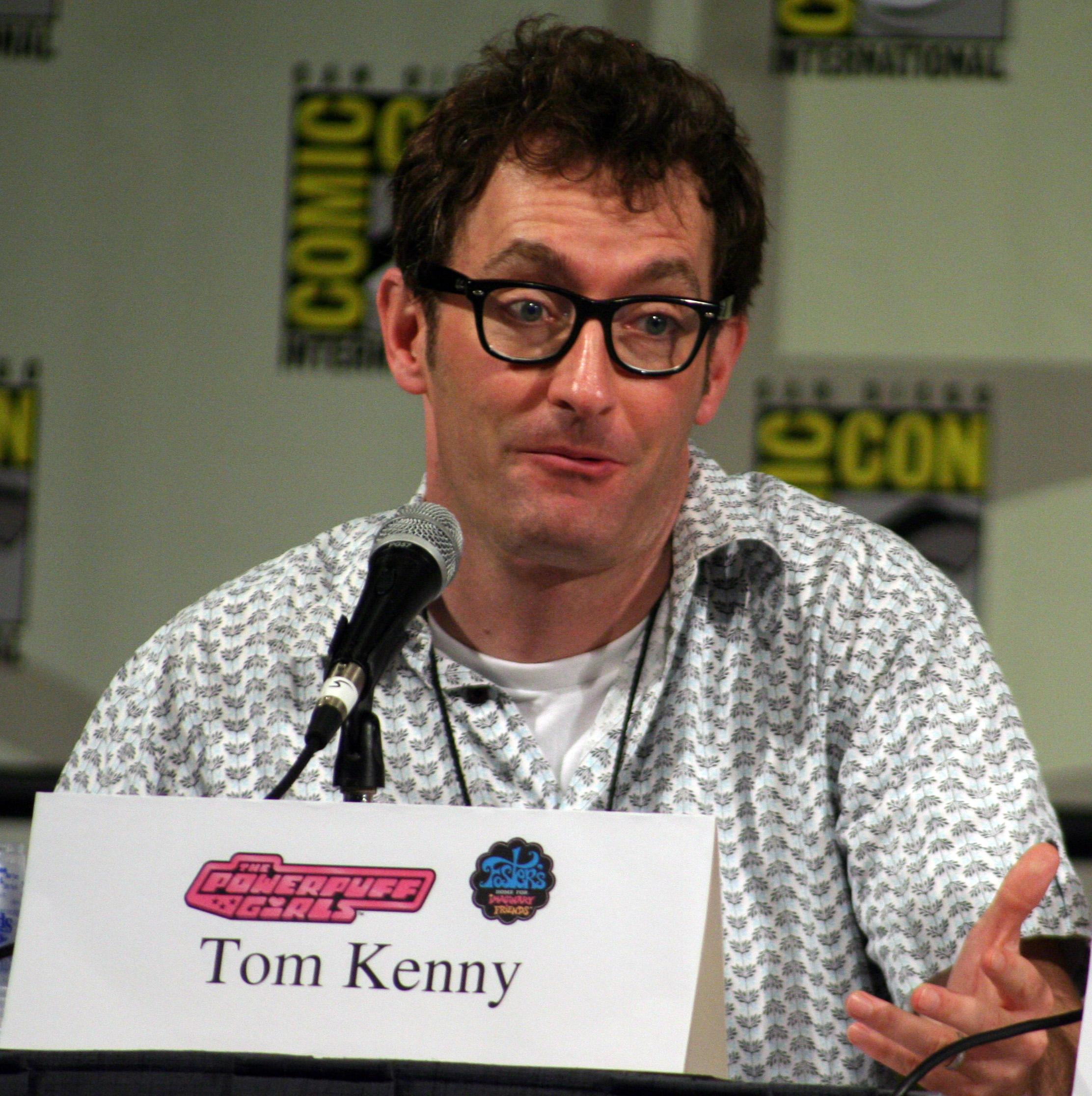
Tom Kenny, die Originalstimme von SpongeBob

Das Album zu It’s a SpongeBob Christmas! wurde am 6. November 2012 veröffentlicht. Das Lied Don’t be a Jerk wurde im Weihnachtsspecial von der englischsprachigen Originalstimme von SpongeBob, Tom Kenny, im Jahr 2009 geschrieben. Die Lieder wurden von Tom Kenny und Andy Paley mitgeschrieben. Das Album enthält zwölf Lieder von SpongeBob and the Hi-Seas, wobei auch die Musikstile Rockabilly (The Christmas Eve Jitters), Country (Ho-Ho-Hoedown) und Doo-Wop (Wet, Wet Christmas) vertreten sind.
Jessica Dawson von Common Sense Media rezensierte den Soundtrack zur Folge und schrieb: „Die lustigen und frechen Weihnachtslieder fangen die Aufregung und die Vorfreude in einer Art ein, die eine nette Abwechslung zu den traditionellen Weihnachtsliedern, an die wir alle gewöhnt sind, darstellt.“ („the fun and fresh Christmas songs actually capture the excitement and anticipation in a way that's a nice change from the traditional yuletide tunes we're all used to.“)